# Meister der Barmherzigkeiten
Als Meister der Barmherzigkeiten (engl. Master of the Acts of Mercy) wird ein spätmittelalterlicher Maler bezeichnet, der um 1460 oder 1470 in Passau oder Salzburg tätig war. Der namentlich nicht bekannte Künstler erhielt seinen Notnamen nach drei Tafelbildern, die Werke der Barmherzigkeit zeigen. Es handelt sich um beidseitig bemalte Flügel eines Altars, auf der Hauptseite der Bilder werden Szenen aus Leben und Martyrium des Heiligen Laurentius oder Johannes des Täufers gezeigt. Zwei beidseitig bemalte Tafeln finden sich im Städtischen Museum in Trier und eine dritte Tafel findet sich heute im Metropolitan Museum in New York. Die Tafeln waren Teil eines Altares, zu dem noch eine vierte Tafel gerechnet wird, die sich in Privatbesitz findet.
Die Vorderseiten und Rückseiten stellen folgende Motive dar:
- Enthauptung Johannes des Täufers / Pilger beherbergen
- Das Fest des Herodes / Die Hungrigen speisen
- Das Martyrium des Heiligen Laurentius / Die Durstigen tänken[1]
- Der heilige Laurentius vor Kaiser Valerian / Die Nackten kleiden[2].

Der Stil des Meisters der Barmherzigkeiten zeichnet sich durch seine besonders realistische und naturnahe Darstellung aus. Obwohl noch deutlich mittelalterlicher Prägung zeigen die Bilder eine Vorstufe des Realismus der Renaissance.
Der Meister ist zu unterscheiden vom Meister der sieben Werke der Barmherzigkeit, einem namentlich nicht bekannten Maler, der zwischen 1490 und 1510 in den nördlichen Niederlanden tätig war.